# Georges Arthur Goldschmidt
Georges Arthur Goldschmidt (Reinbek, 2 maggio 1928) è uno scrittore e traduttore tedesco naturalizzato francese.

## Biografia
Goldschmidt nasce dall'unione tra Arthur Goldschmidt e Katharina Horschitz. Entrambi i genitori hanno origini ebraiche, ma appartengono a famiglie convertitesi al Protestantesimo sin dalla prima metà dell'Ottocento. Il padre è giudice, ma a causa dell'ascesa del nazismo e l'entrata in vigore delle Leggi di Norimberga dal 1935, non gli sarà più permesso esercitare la professione. Nel 1938 le discriminazioni e il clima antisemita saranno tali da costringere i genitori a far emigrare Georges Arthur e il fratello maggiore a Firenze. In seguito i due fratelli Goldschmidt emigreranno in Francia, in un collegio dell'Alta Savoia, dove rimarranno fino al conseguimento del diploma, che Georges-Arthur ottiene nel 1946. In seguito si trasferirà nei pressi di Parigi, dove si trasferirà definitivamente per lavorare come traduttore e insegnante dopo gli studi di lettere, germanistica e filosofia alla Sorbona. Diventa celebre grazie alle sue traduzioni di autori quali Franz Kafka, Friedrich Nietzsche, Goethe, Walter Benjamin e l'amico scrittore austriaco Peter Handke e per aver scritto diversi saggi sulla traduzione, tra i quali diverse analisi sulla traducibilità delle opere di Sigmund Freud.

## Opere
- Georges-Arthur Goldschmidt, La traversée des fleuves, Parigi, Editions du Seuil, 1999
- Georges-Arthur Goldschmidt, (1988) Traduire Freud in: Cinquièmes assises de la traduction littéraire, Arles, pp. 125.